# Воробей, Ирина Михайловна
Ирина Михайловна Воробей (родилась 13 сентября 2002 года в Подольске, Московская область) — российская футболистка, полузащитник.

## Карьера
С 7 до 11 лет играла за команду мальчиков ДЮСШ-2 Дина. В 11 лет поступила в спортивную школу «Чертаново». Первый тренер — Рожков Валерий Михайлович. Выступает на позиции полузащитника.

### Клубная
За молодёжный состав дебютировала в 2017 году, в сезоне 2019 стала капитаном молодёжной команды и штатным пенальтистом, забив 4 гола. По итогам сезона названа лучшим игроком команды.
Дебют за основной состав «Чертаново» состоялось 22 августа 2019 года в матче чемпионата России против ЖФК Енисей, выйдя на замену на 90 минуте вместо Анастасии Тренькной. 17 сентября вышла в стартовом составе в матче против ЖФК ЦСКА и провела полную игру. За 4 года за основную команду «Чертаново» провела только 3 матча, играя, в основном, за молодёжную команду.
Сезон 2024 года провела в казанском «Рубине».

### Сборная
В составе юниорской сборной России (до 17) дебютировала 13 февраля 2018 на Турнире развития УЕФА в матче против сборной Словакии, выйдя на замену на 65-й минуте вместо Анастасии Тренькиной. 15 февраля вышла в стартовом составе сборной против сборной Франции и была заменена на 72-й минуте матча.

## Достижения
- Серебряный призёр Первенства России по футболу среди женских команд первой лиги (1): 2018
- Бронзовый призёр Первенства России по футболу среди женских команд первой лиги (1): 2019